# La Révolution (roman)
La Révolution (titre original : The Rule of Thoughts) est le deuxième roman de la série Le Jeu du Maître écrite par James Dashner. Ce roman de science-fiction a été publié pour la première fois aux États-Unis en 2014 puis est paru en France en 2016.

## Résumé
Michael a terminé le Sentier. Ce qu'il a découvert à la fin a bouleversé ce qu'il connaissait de sa vie, et du monde. 
Michael a survécu de justesse. Mais c'était la seule façon de trouver le cyber-terroriste Kaine, et de sécuriser le Sommeil. La vérité à propos de Kaine est plus complexe que prévu et plus terrifiante encore : il est une Tangente, un programme informatique doué de sens. L'achèvement 
du Sentier par Michael était la première étape pour lui permettre d'accomplir son projet diabolique : coloniser tous les hommes en remplaçant leur esprit humain par un esprit virtuel ! Et la prise de contrôle a déjà commencé... Michael parviendra-t-il une fois encore à ralentir cette machination infernale ? 